# Korosi
Korosi est un volcan bouclier situé dans le rift de Gregory près de l'extrémité septentrionale du lac Baringo, au Kenya.